# Jay DeMerit
Jay Michael DeMerit (Green Bay, Wisconsin, 4 december 1979) is een Amerikaans voormalig profvoetballer die tussen 2011 en 2014 speelde voor de Vancouver Whitecaps in de Major League Soccer. Ook kwam hij vijfentwintig keer uit voor het Amerikaans voetbalelftal.

## Clubcarrière

### Vroege carrière
DeMerit speelde op de middelbare school in Winsconsin drie sporten, namelijk basketbal, atletiek en voetbal. Hij ging naar Bay Port High School en sloot zijn schoolcarrière af in 1998. Hij speelde voetbal op de Universiteit van Illinois te Chicago, waar hij tot verdediger werd omgeschoold. Hij maakte deel uit van een verdediging dat bijdroeg aan het halen van de NCAA play-offs in 2000. Ondanks dat hij speelde voor Chicago Fire Premier, het ontwikkelingsteam van Chicago Fire uit de Major League Soccer, nam geen enkele MLS-club DeMerit aan.
Hij werkte een tijdje als barman, maar een Europees oud-ploeggenoot raadde hem aan om zijn geluk te gaan beproeven in Europa. Hij kreeg een werkvergunning in Engeland omdat zijn grootvader Deens was en hij dus een EU-paspoort had. DeMerit tekende bij Southall FC op het negende niveau. In juli 2004 nam Northwood FC van het zevende niveau hem over om te spelen in de voorbereiding. Hier speelde hij mee in een wedstrijd tegen Watford FC, waar hij coach Ray Lewington zo overtuigde dat hij twee weken op proef mocht komen spelen. Hier dwong hij een eenjarig contract af.

### Watford
Tijdens het seizoen 2005/06 werd er van Watford verwacht dat er tegen degradatie uit de Championship zoals het seizoen ervoor ook was gedaan. Onder leiding van de nieuwe coach Aidy Boothroyd werden alle verwachtingen echter overtroffen en Watford eindigde op de derde plaats, wat recht gaf ook deelname aan de play-offs voor promotie naar de Premier League. In de beslissende wedstrijd tegen Leeds United scoorde DeMerit zijn eerste goal voor Watford en na de 3-0-overwinning werd de Amerikaan verkozen tot Man van de Wedstrijd.
Het harde werken van DeMerit wat leidde tot promotie leidde ook tot een contractverlenging tot aan de zomer van 2009. Hij was een van de drie kandidaten om Speler van het Jaar te worden in het seizoen 2006/07, maar uiteindelijk won doelman Ben Foster deze prijs.
Tot aan het seizoen 2007/08 was DeMerit vaak reserve-aanvoerder achter Gavin Mahon. Op 9 december 2006, tegen Reading FC, was hij voor het eerst aanvoerder. Op 6 februari 2007 in de wedstrijd tegen Stockport County in de FA Cup was hij weer aanvoerder. Op 15 december 2007 werd DeMerit, na het vertrek van Mahon, eerste aanvoerder. Later bleek dat het aanvoerderschap zou gaan wisselen tussen DeMerit, Danny Shittu en Richard Lee, voordat de nieuwe middenvelder van Watford, John Eustace, de band om zijn arm kreeg geschoven. Naar eigen zeggen werd de relatie tussen DeMerit en coach Bootroyd er niet beter op door deze actie van de coach.
Al vroeg in het seizoen 2009/10 kreeg DeMerit last van een ontstoken oog na het krijgen van een kras op zijn oogbal tijdens het verwijderen van een contactlens. Op 7 december 2009 keerde hij terug op het veld voor Watford, in de wedstrijd tegen Queens Park Rangers. Het contract van DeMerit liep af in de zomer van 2010 en deze werd niet verlengd.

### Vancouver Whitecaps
Op 18 november 2010 werd bekend dat DeMerit als aanwinst was binnengehaald door Vancouver Whitecaps FC in de voorbereiding op het nieuwe MLS-seizoen in 2011. Op 24 juli 2014 maakte hij bekend te stoppen met profvoetbal. Dit kwam mede door vele blessures.

## Interlandcarrière
DeMerit speelde zijn eerste interland voor het Amerikaans voetbalelftal op 28 maart 2007 in een vriendschappelijke wedstrijd tegen Guatemala. Hij maakte deel uit van de Amerikaanse selectie voor de CONCACAF Gold Cup 2007, die gewonnen werd.
Door deze prijs kwalificeerde de Verenigde Staten zich voor de FIFA Confederations Cup 2009, waar DeMerit door een hamstringblessure van Carlos Bocanegra basisspeler was. Hij speelde de gehele halve finale, waarin met 2-0 gewonnen werd van Spanje. In de finale, die DeMerit ook volledig speelde, werd met 3-2 verloren van Brazilië.
Voor het wereldkampioenschap voetbal 2010 in Zuid-Afrika werd DeMerit verkozen tot de selectie van bondscoach Bob Bradley. Hij startte alle vier de wedstrijden van de VS, tegen Engeland, Slovenië, Algerije en Ghana, door wie de ploeg van Bradley naar huis werd gestuurd. Onder de opvolger van Bradley in 2011, Jürgen Klinsmann, kwam DeMerit niet meer in aanmerking voor de nationale ploeg.